# Tsuchiura
Tsuchiura (jap. 土浦市, -shi) ist eine Großstadt im Süden der Präfektur Ibaraki auf Honshū, der Hauptinsel Japans.

## Geografie
Tsuchiura liegt am zweitgrößten See Japans, dem 220 km² großen Kasumigaura.
Tsuchiura ist 64 km von Tōkyō entfernt.

## Geschichte
Zu den alten Tempeln in Tsuchiura zählt der am Nordrand der Stadt gelegene Kiyotaki-ji. Es ist der  26. der 33 Tempel der Kantō-Region.
Die erste urkundliche Erwähnung des Ortes fand 1329 statt. Während der Muromachi-Zeit (1333–1568) wurde die Burg Tsuchiura erbaut. Zuletzt residierten dort bis zur Meiji-Restauration die Tsuchiya.

## Sehenswürdigkeiten
- Kiyotaki-ji

## Verkehr
- Straße:
  - Jōban-Autobahn nach Tōkyō oder Iwaki
  - Nationalstraße 6 nach Tōkyō oder Sendai
- Zug:
  - JR Jōban-Linie nach Tōkyō und Sendai

## Persönlichkeiten
- Kikuji Kawada (* 1933), Fotograf
- Jun’ichi Saga (* 1941), Schriftsteller
- Miri Yū (* 1968), Schriftstellerin
- Chiaki Kuriyama (* 1984), Schauspielerin und Sängerin

## Städtepartnerschaften
Tsuchiura listet folgende beiden Partnerstädte auf:
| Stadt           | Land                            | seit | Typ                 |
| --------------- | ------------------------------- | ---- | ------------------- |
| Friedrichshafen | Baden-Württemberg, Deutschland  | 1994 | Städtefreundschaft  |
| Palo Alto       | Kalifornien, Vereinigte Staaten | 2009 | Städtepartnerschaft |

## Angrenzende Städte und Gemeinden
- Tsukuba
- Kasumigaura
- Ishioka
- Ushiku